# Igor Hrušovský
Igor Hrušovský (21. února 1879 Nové Mesto nad Váhom – 24. května 1937 Bratislava) byl československý politik a meziválečný poslanec Národního shromáždění za Československou stranu národně socialistickou.

## Biografie
V květnu 1914 se účastnil v Pešti porady Slovenské národní strany, na které bylo rozhodnuto o utvoření Slovenské národní rady. Zároveň se vedení Slovenské národní strany rozhodlo vypracovat ucelený stranický program. Hrušovský se následně účastnil koncipování jeho kapitol o hospodářské politice. Patřil do okruhu tzv. hlasistů. Před rokem 1918 byl členem Muzeální slovenské společnosti.
V letech 1918–1920 zasedal v Revolučním národním shromáždění, zpočátku za slovenskou delegaci (bez rozlišení stranické příslušnosti), později přestoupil do Čs. socialistické (národně socialistické) strany.
26. května 1919 se na sjezdu v Bratislavě ustavila slovenská organizace Československé strany socialistické. Hrušovský byl zvolen jejím předsedou. Ve 20. letech 20. století měl blízko k anarchistickému, levicovému křídlu v Československé straně socialistické. Na rozdíl od Bohuslava Vrbenského ale ve straně zůstal. Od roku 1930 zasedal v její programové komisi. Profiloval se jako čechoslovakista a odpůrce slovenského autonomismu. V dopise adresovaném T. G. Masarykovi například odhadoval, že dojde ke splynutí obou národů, přičemž český národ díky své větší síle otiskne do československého národa více svých charakteristik. Když v roce 1928 Vojtech Tuka formuloval svou úvahu o vacuum iuris (vypršení československé moci na Slovensku 10 let po vzniku republiky v důsledku údajné tajné klauzule Martinské deklarace), patřil Hrušovský mezi poslance, kteří obvinili Tuku z vlastizrady.
V parlamentních volbách v roce 1920 se stal poslancem Národního shromáždění a mandát obhájil ve všech následujících volbách, tedy v parlamentních volbách v roce 1925, parlamentních volbách v roce 1929 i parlamentních volbách v roce 1935. Na poslanecký mandát rezignoval roku 1936. V Národním shromáždění ho nahradil Emil Lukáč.
Profesí byl odborový rada. Podle údajů z roku 1935 bydlel v Bratislavě. Po odchodu z parlamentu roku 1936 nastoupil do funkce úřadujícího místopředsedy Dunajské paroplavební společnosti. Národní listy jeho odchod z parlamentu interpretovaly jako výsledek opozice, která se proti němu zvedla v slovenské organizaci strany. Post v Dunajské paroplavební společnosti pro Hrušovského měl být odškodněním pražského stranického ústředí.